# Jacob Persson
Jacob Lenni Persson, född 20 mars 1995 i Raus församling, Malmöhus län, är en svensk professionell dansare. Han har, tillsammans med Linn Hegdal som han har tävlingsdansat med under flera års tid, blivit flerfaldig svensk mästare i latinamerikansk dans.
Persson medverkade i Let's Dance 2019, vilket var hans första säsong som han medverkade som dansare i TV. Där var han danspartner till Linnea Claeson och tillsammans så slutade de på en fjärdeplats. Han deltog återigen i programmet 2020, denna gång som danspartner åt Penny Parnevik, mest känd från TV-serien Parneviks på TV3, och tillsammans kom de på en femteplats.